# Télévision interactive
Pour les articles homonymes, voir ITV.
La télévision interactive, parfois abrégée par le sigle iTV (de l'anglais interactive television), est un terme générique qui concerne les différentes techniques permettant à un téléspectateur d'interagir avec le programme de télévision qu'il regarde.
Le terme télévision interactive a été utilisé pour la première fois par Louis Fortuné dans les années 80 alors qu'il travaillait en équipe avec Claude Husson, Guy Pihoué, René Puyhaubert et Guy Dessenfants sur des vidéodisques pilotés par Minitel et microordinateur. Le groupe était dirigé par Raymond Vogel. C'était une coproduction FR3, CAMIF et Ministère de l'Education Nationale.
Plusieurs normes existent actuellement pour obtenir une interactivité proche de celle que permet l'Internet : VOD, Numériscope, EPG. Certaines technologies utilisent l'information présente dans les EPG, le télétexte ou des fichiers XML. Face aux multiples technologies propriétaires mises en jeu, il a été proposé deux standards sous le nom de DVB-MHP et OCAP/tru2way basé sur XML (schéma XML iTV Production/Broadcast Markup Language (BLM)/DVB-HTML). On notera que MHEG-5, plus ancien, est très largement répandu au Royaume-Uni et dans les pays du Common Wealth, en particulier sur la TNT.
En France, la TNT 2.0, dont le lancement est prévu courant 2012, est la marque associée aux services de télévision interactive sur la TNT. Elle utilise la norme HbbTV, complétée par les spécifications techniques issues du HD Forum France (une organisation de professsionnels).

## Applications
- Nom du programme en cours et sa description, nom du programme suivant (EIT P/F) ;
- Guide électronique des programmes (EPG), simple ou enrichie ;
- Mosaïque interactive de chaînes ;
- Gestion d'une liste de chaînes favorites ;
- Gestion de son compte d'abonné à un bouquet, souscription à des options ;
- Catalogue de vidéo à la demande (VOD) ;
- Télévision de rattrapage (Catch-up TV) ;
- Quiz ;
- Vote ;
- Sondages ;
- Contenus additionnels (bonus) relatifs au programme en cours ;
- Choix de la caméra sur un programme de TV tourné en multi-angles de vue ;
- Partage sur les réseaux sociaux du programme actuellement visionné, commentaires associés ;
- Affichage de widgets en surimpression du programme de télévision : cours de bourse, météo, trafic routier, dépêches d'information, notifications de réception de mél... ;
- etc.

## Technologies
- Sur les réseaux de diffusion sans voie de retour intégrée : DVB GEM/MHP (Java), OpenTV, NDS MediaHighway ou IDway-J (Java).
- Sur les réseaux de télévision par câble, donc avec voie de retour intégrée : OCAP (<tru2way>).
- Sur les réseaux de télévision IPTV, donc avec voie de retour intégrée : Microsoft MediaRoom, Thomson SmartVision, Orca Rightv.
- Sur les réseaux de télévision hybride, intégrant une voie de retour par Internet : DVB HBB, HbbTV, YouView ou Google TV.

## Autres technologies
- Télétexte
- MHEG-5
- Ginga-J/NCL
- ETV-EBIF
- Liberate
- PowerTV
- UltimateTV
- AOL TV
- MSN TV / WebTV
- Wink
- Second écran